# Centrarchidae
La famiglia Centrarchidae comprende numerose specie di pesci d'acqua dolce dell'ordine dei Perciformes.

## Descrizione
Le specie di Centrarchidi si dividono fisicamente in due sottofamiglie. Un gruppo presenta un corpo tozzo, compresso ai lati, molto alto, con grande pinna dorsale anticipata da 5-12 grossi raggi. Le pettorali sono ampie e robuste, come tutte le altre pinne. L'altro gruppo invece ha colpo allungato, con lungo peduncolo caudale. Pinne forti ma meno ampie. Entrambi hanno una grossa testa, con bocca estroflettibile. Le dimensioni variano da 9 cm (Lepomis symmetricus) a 97 cm (Micropterus salmoides). La livrea è molto diversa da specie a specie, da quelle mimetiche a quelle coloratissime.

## Distribuzione e habitat
I Centrarchidi sono distribuiti nel continente Nordamericano, nelle acque dolci del bacino dei grandi laghi, in Canada e negli Stati Uniti d'America, e in tutte le acque dolci della parte orientale, fino al Texas. Qualche specie è diffusa anche nelle grandi pianure e nella costa occidentale.

Abitano le acque calme, preferibilmente con zone paludose o canneti.

## Introduzioni per pesca sportiva
Nel XIX e all'inizio del XX secolo nei laghi e nei fiumi italiani ed europei sono state introdotte, a scopo alimentare e di pesca sportiva, alcune specie di Centrarchidi; spesso questi pesci sono entrati in rivalità con la fauna ittica locale. Sono ormai presenza comune in Italia, pur restando specie aliena le specie Lepomis gibbosus, Lepomis auritus e Micropterus salmoides.

## Acquariofilia
Alcune specie hanno attirato l'interesse degli acquariofili per la brillantezza delle loro livree e per la facilità di allevamento in acquari d'acqua fredda.

## Specie

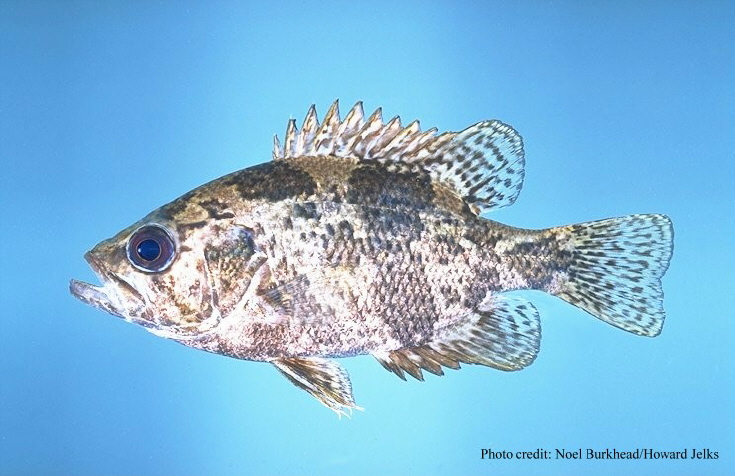
Ambloplites ariommus

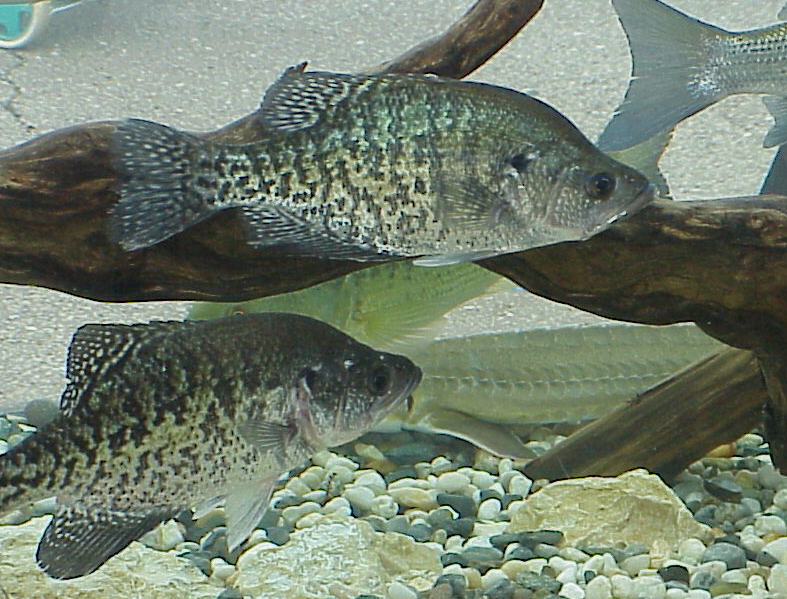
Pomoxis annullaris

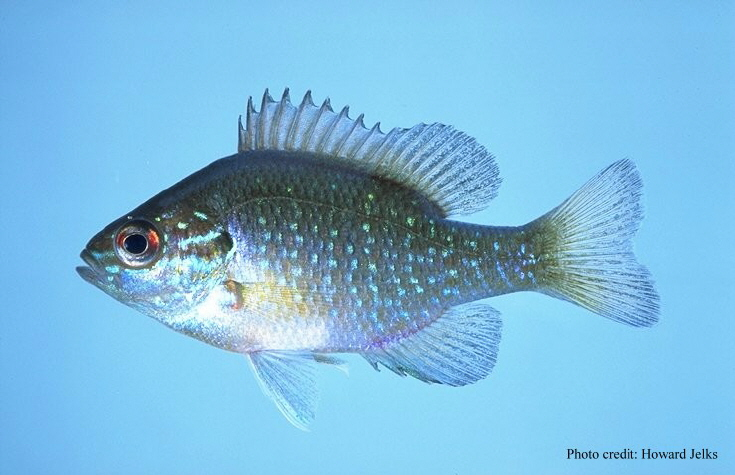
Lepomis marginatus

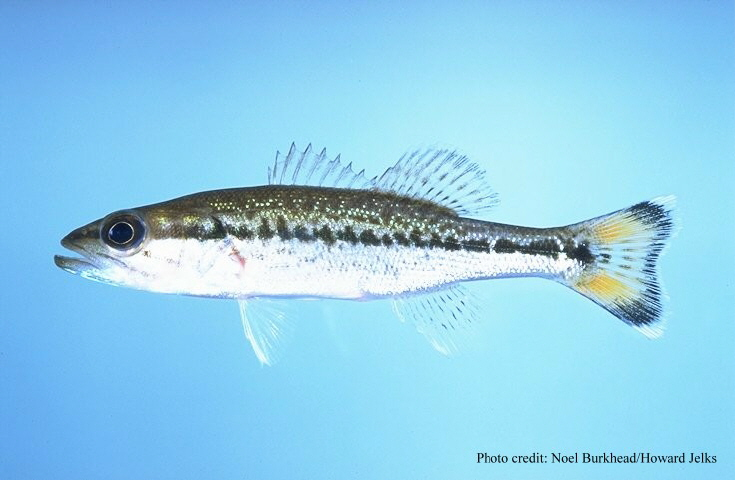
Micropterus punctulatus

### SottofamigliaCentrarchinae
- Genere Ambloplites
  - Ambloplites ariommus
  - Ambloplites cavifrons
  - Ambloplites constellatus
  - Ambloplites rupestris
- Genere Archoplites
  - Archoplites interruptus
- Genere Centrarchus
  - Centrarchus macropterus
- Genere Enneacanthus
  - Enneacanthus chaetodon
  - Enneacanthus gloriosus
  - Enneacanthus obesus
- Genere Pomoxis
  - Pomoxis annularis
  - Pomoxis nigromaculatus

### SottofamigliaLepominae
- Genere Acantharchus
  - Acantharchus pomotis
- Genere Lepomis
  - Lepomis auritus
  - Lepomis cyanellus
  - Lepomis gibbosus
  - Lepomis gulosus
  - Lepomis humilis
  - Lepomis macrochirus
  - Lepomis marginatus
  - Lepomis megalotis
  - Lepomis microlophus
  - Lepomis miniatus
  - Lepomis punctatus
  - Lepomis symmetricus
- Genere Micropterus
  - Micropterus cataractae
  - Micropterus coosae
  - Micropterus dolomieu
  - Micropterus floridanus
  - Micropterus notius
  - Micropterus punctulatus
  - Micropterus salmoides
  - Micropterus treculii